# Bastiania gracilis
Bastiania gracilis är en rundmaskart som beskrevs av De Man 1876. Bastiania gracilis ingår i släktet Bastiania, och familjen Bastianiidae. Arten är reproducerande i Sverige.

## Underarter
Arten delas in i följande underarter:
- B. g. gracilis
- B. g. octopapillata